# تاموتسو كوماتسوزكي
تاموتسو كوماتسوزَكي (باليابانية: 小松崎 保) (مواليد 10 يوليو 1970)، هو لاعب كرة قدم ياباني سابق كان يلعب كمدافع.

## وصلات خارجية
- تاموتسو كوماتسوزكي على موقع رابطة كرة القدم اليابانية للمحترفين (اليابانية)